# Everyway That I Can
Everyway That I Can (tur.: Sen üzülme diye) – singel tureckiej wokalistki Sertab Erener, napisany przez nią samą we współpracy z Demirem Demirkanem, nagrany i wydany w 2003 roku, umieszczony na ósmym albumie studyjnym artystki pt. No Boundaries z 2004 roku.
Na Cyprze singel za swoją sprzedaż został wyróżniony złotym certyfikatem.

## Historia utworu

### Nagrywanie
Utwór został skomponowany w 2003 roku przez wokalistkę Sertab Erener i gitarzystę oraz producenta Demira Demirkana, który został także autorem tekstu piosenki. Producentem singla został Ozan Çolakoğlu, który odpowiedzialny był także za aranżację całości. Miks utworu wykonał Matt Howe, a mastering – Ian Cooper.

### Wydanie
Premiera utworu „Everyway That I Can” miała początkowo odbyć się 20 grudnia, później datę przesunięto na 31 stycznia, potem na początek lutego, 17-21 lutego, a następnie – na 1 marca. Ostatecznie utwór został zaprezentowany po raz pierwszy tydzień później, 8 marca, podczas jednego z odcinków programu Sayisal geçe. Wcześniej zaprezentowano 30-sekundowy fragment kompozycji.
Oprócz konkursowej propozycji w języku angielskim i angielsko-tureckim („Sen üzülme diye”), na maxi-singlu (wydanym w kwietniu) znalazła się także piosenka „One More Cup of Coffee” z repertuaru Boba Dylana w wykonaniu Erener.

### Teledysk
Tuż po premierze studyjnej wersji utworu, Erener rozpoczęła pracę nad oficjalnym teledyskiem do piosenki. Klip nakręcono na terenie tureckiej łaźni Cağaloğlu w Stambule.

### Występy na żywo: Konkurs Piosenki Eurowizji 2003,Gratulacje

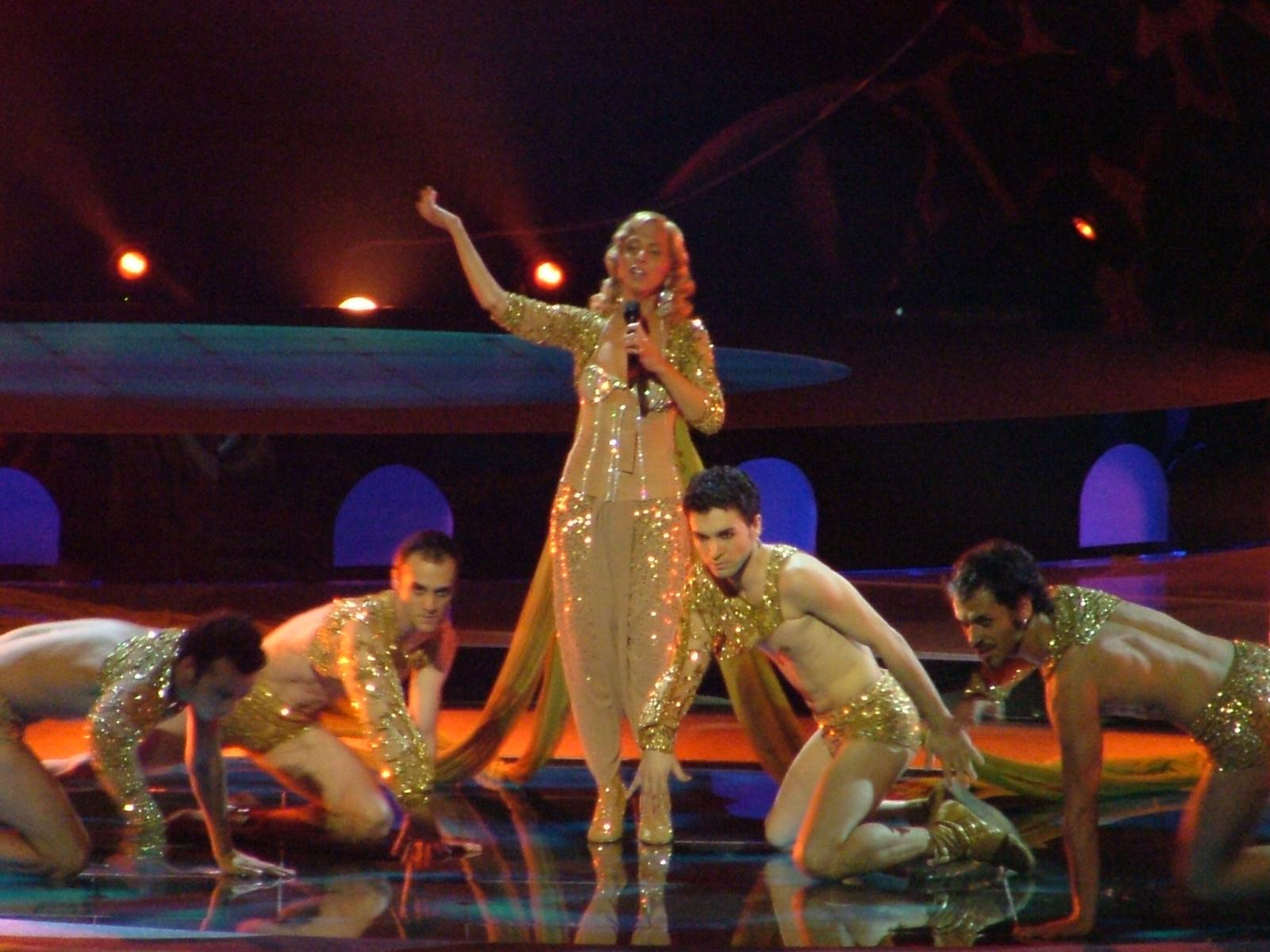
Sertab Erener w trakcie wykonania utworu podczas koncertu finałowego 49. Konkursu Piosenki Eurowizji w 2004 roku

W 2003 roku utwór reprezentował Turcję podczas 48. Konkursu Piosenki Eurowizji, wygrywając wewnętrzne eliminacje przeprowadzone przez krajowego nadawcę publicznego Türkiye Radyo Televizyon Kurumu (TRT) oraz Sertab Erener, wybraną przez stację na reprezentantkę kraju. Utwór został zaprezentowany po raz pierwszy na żywo 8 marca podczas jednego z odcinków programu Sayisal geçe.
Przed koncertem finałowym turecka propozycja była jednym z faworytów do wygrania m.in. wśród norweskich fanów zrzeszonych w Stowarzyszeniu Miłośników Eurowizji (OGAE). W finale Konkursu Piosenki Eurowizji, który odbył się 24 maja w Hali Olimpijskiej „Skonto”, Erener zaprezentowała swój utwór w języku angielskim jako czwarta w kolejności i zdobyła łącznie największą liczbę 167 punktów, zajmując tym samym pierwsze miejsce w finałowej klasyfikacji. Piosenka wygrała zaledwie dwupunktową przewagą nad zdobywcami drugiego miejsca – zespołem Urban Trad i ich kompozycją „Sanomi”. Podczas występu wokalistce towarzyszyły cztery tancerki, z czego trzy pochodzące z Austrii.
W lipcu artystka wyruszyła do Izraela, gdzie promowała swój album kompilacyjny, zatytułowany Everyway That I Can, wykonując na koncertach m.in. eurowizyjną propozycję, która otrzymała w kraju miano „niezwykłego, cudownego przeboju lata z Turcji”.
W maju 2004 roku utwór został zaprezentowany przez Erener podczas koncertu finałowego 49. Konkursu Piosenki Eurowizji, zorganizowanego w Abdi İpekçi Arena w Stambule.
Pod koniec października 2005 roku Erener wystąpiła podczas koncertu Gratulacje zorganizowanego z okazji 50-lecia Konkursu Piosenki Eurowizji, podczas którego wykonała utwór „Every Way That I Can”. W trakcie koncertu wybrała została najlepsza piosenka w historii imprezy, turecka kompozycja zajęła 9. miejsce na 15 propozycji. Rok później utwór zajął drugie miejsce w internetowym głosowaniu niemieckich fanów na najlepszą eurowizyjną piosenkę w historii, zdobywając łącznie 63 958 głosów.

## Lista utworów
CD Single
1. „Every Way That I Can (Philippe Laurent From Galleon Radio Edit)” – 2:49
2. „Every Way That I Can (English Radio Edit)” – 2:39

Maxi-CD Single
1. „Every Way That I Can” (English Radio Edit) – 2:39
2. „Every Way That I Can” (Turkish - English Radio Edit) – 2:38
3. „Every Way That I Can” (Philippe Laurent From Galleon Radio Edit) – 2:49
4. „Every Way That I Can” (Philippe Laurent From Galleon Extended Version) – 4:36
5. „One More Cup of Coffee” – 3:56

12’’ winyl
1. „Every Way That I Can (Galleon Extended Mix)” – 4:36
2. „Every Way That I Can (Galleon Radio Edit)” – 2:49

## Notowania na listach przebojów
| Kraj              | Lista (2003)             | Miejsce |
| ----------------- | ------------------------ | ------- |
| świat             | World Singles Top 40     | 30      |
| Szwecja           | Top 60 Singles           | 1       |
| Rumunia           | Romanian Top 100         | 3       |
| Holandia          | Dutch Single Top 100     | 4       |
| Hiszpania         | Single Top 50            | 5       |
| Belgia (Flandria) | Ultratop 50              | 6       |
| Holandia          | Dutch Top 40             | 7       |
| Austria           | Singles Top 75           | 10      |
| Luksemburg        | Luxembourg Digital Songs | 15      |
| Szwajcaria        | Singles Top 75           | 17      |
| Węgry             | Singles Top 40           | 21      |
| Belgia (Walonia)  | Ultratop 50              | 30      |
| Irlandia          | Singles Top 100          | 35      |
| Wielka Brytania   | Singles Top 100          | 72      |